# 이프 (대한민국의 잡지)
《이프》는 대한민국의 잡지이다. 성인지적 관점을 적극적으로 담아내기 위해 등장한 언론이다. 1990년대에 '여성학'을 보다 대중친화적으로 풀어내면서 주목을 받았다.

## 개요
1997년 창간된 이프는 대한민국에서 성인지적 관점을 적극적으로 담아내기 위해 등장한 언론이다. 이프는 성 차별을 바로잡는 일에 참여하였고, 대한민국 최초의 여신학 박사 학위 취득자인 김신명숙은 《이프》의 편집인으로서 활동한 바 있다.

## 역사
이프는 학자, 저널리스트, 영화평론가, 여성운동가 등 다양한 분야에서 일하고 있는 여성들이 의기를 투합해 1997년 5월에 창간했다. 이프(IF)는 Infinite Feminist, I'm a Feminist의 약어이다. 2006년 오프라인 《이프》가 완간호를 내면서 종간된 후 2007년 웹진 《이프》가 탄생했다. 2006년 6월 9일 대한민국 문화체육관광부 소관의 사단법인 《문화미래 이프》를 설립하였다.
2015년 10월 2일 웹사이트를 새롭게 단장하면서 과거 발행되었던 1997년 창간호부터 2006년 36호 완간호까지 PDF 형태로 선보였고 독자들이 무료로 자료를 읽어볼 수 있도록 하였다. 이와 함께 이프 창립자 유숙열 공동대표, 초대 편집장 박미라 심신통합치유학 박사, 변상욱 CBS 대기자, 조박선영 작가(이프 전 온라인팀장) 등이 고정으로 참여해 《이프》 창간 관련 이야기와 최근의 이슈를 다양하게 다루는 팟캐스트 《웃자!뒤집자!놀자!》를 시작하여 외연 확대를 꾀하였다.

## 특징
이프의 기본 개념을 '여성의 욕망을 아는 잡지'로 잡았고 여성의 진정한 욕망을 알기 위한 방법으로 '웃자! 뒤집자! 놀자!'라는 세 가지 스피릿을 창안했다.

## 편집 방향
- 기존의 여성잡지처럼 여성을 소비의 주체만으로 규정하지 않는다.
- 여성운동단체나 대학에서 나오는 여성학 서적처럼 전문적인 언어로 여성을 소외시키지 않는다.
- 여성이 현실 속에서 부딪히는 문제와 의제를 유쾌한 방법으로 전달한다.
- 페미니즘의 대중화를 도모한다.

- 글쓴이의 주관이 드러나는 여성적인 글쓰기를 추구한다.
- 기존의 신문이나 잡지 등에서 기회를 갖기 어려운 여성 필자들을 발굴하여 그들의 눈과 귀와 입을 통해 새로운 여성 역사를 기록한다.
- 우리 삶을 분열시키는 모든 형태의 경계선을 허물고자 한다.
  - 대중 문화와 고급 문화를 분리하지 않는다.
  - 정치적인 것과 사적인 것을 나누지 않는다.
  - 개인과 사회를 분리하지 않는다.
  - 남성과 여성의 분리를 원하지 않는다.
  - 분리와 구분으로 인해 차별받고 소외된 모든 원칙들에 딴지를 건다.

## 관련 기사
- 한국 페미니즘 어떻게 달라졌나
  - 기획취재/ if… 만약 그들이 없었다면? ①왜 ‘마초와의 전쟁’을 선포했나. FACTOLL. 2015년 10월 28일.
  - 기획취재/ if… 만약 그들이 없었다면? ②이프에서 메갈리아까지. FACTOLL. 2015년 10월 28일.
  - 기획취재/ if… 만약 그들이 없었다면? ③시작은 미미했지만 '울림'은 컸다. FACTOLL. 기사입력 2015년 10월 28일. 기사수정 2015년 10월 29일.
  - 기획취재/ if… 만약 그들이 없었다면? ④그들이 돌아온 이유 "사랑한다". FACTOLL. 기사입력 2015년 10월 28일. 기사수정 2015년 10월 29일.
- 김서영. "박수 못 받아도 여성들 목소리 대변". 경향신문. 기사입력 2015년 10월 14일. 기사수정 2015년 10월 15일.
- 김서영. "여자들이 다시 웃고 뒤집고 놀 수 있었으면". 경향신문. 2015년 10월 15일.

## 같이 보기
- 문화미래 이프
- 이프토피아
- 일다